# Kali Linux
A Kali Linux egy Debian alapú Linux-disztribúció, amelyet digitális kriminalisztikához és behatolásvizsgálathoz terveztek. Karbantartója és finanszírozója az Offensive Security.

## Fejlesztés
A Kali Linux mintegy 600 előre telepített penetrációs tesztelő programmal (eszközzel) rendelkezik, köztük az Armitage (grafikus kibertámadás-kezelő eszköz), az Nmap (port szkenner), a Wireshark (csomagelemző), a metasploit (penetrációs tesztelési keretrendszer), amelyet a legjobb behatolásvizsgálati szoftverként díjaztak), John the Ripper (jelszófeltörő program), sqlmap (automatikus SQL-injekciós és adatbázis-elfoglalási eszköz), Aircrack-ng (vezeték nélküli hálózatok behatolásvizsgálatára szolgáló szoftvercsomag), Burp suite és OWASP ZAP webalkalmazás-biztonsági szkennerek stb.
Mati Aharoni és Devon Kearns, az Offensive Security munkatársai fejlesztették ki a BackTrack (a Knoppixon alapuló korábbi információbiztonsági tesztelésre szolgáló Linux-disztribúciójuk) átírásával. A harmadik magfejlesztő, Raphaël Hertzog Debian-szakértőként csatlakozott hozzájuk. Eredetileg a kernel auditálására összpontosítva tervezték, innen kapta a Kernel Auditing Linux nevet. A névről néha tévesen azt feltételezik, hogy Kali hindu istennőtől származik.
A Kali Linux a Debian Testing ágán alapul. A Kali által használt legtöbb csomagot a Debian tárolókból importálják.
A Kali Linux népszerűsége akkor nőtt meg, amikor a Mr. Robot című tévésorozat több epizódjában is szerepelt. A sorozatban kiemelt és a Kali Linux által biztosított eszközök közé tartozik a Bluesniff, Bluetooth Scanner (btscanner), John the Ripper, Metasploit Framework, Nmap, Shellshock és Wget.
A Kali Linux és a BackTrack szlogenje, amely néhány háttérképen is megjelenik:
| (angolul) "the quieter you become, the more you are able to hear " | (magyarul)„minél halkabb leszel, annál többet hallasz ” |
| – Dzsalál ad-Dín Rúmí                                              |                                                         |

## Verziótörténet
Az első verzió, az 1.0.0 "moto" 2013 márciusában jelent meg.
A 2019. novemberi 2019.4-es verzióval az alapértelmezett felhasználói felület a GNOME-ról Xfce-re váltott, a GNOME verzió továbbra is elérhető.
A 2020. augusztusi 2020.3-as verzióval az alapértelmezett shell a Bash-ről ZSH-ra változott, emellett a Bash továbbra is kiválasztható maradt.

## Követelmények
- A 2020.2 verzióhoz legalább 20 GB merevlemezterület szükséges.[16]
- Legalább 2GB RAM az i386 és AMD64 architektúrákhoz.
- Egy bootolható CD-DVD meghajtó vagy egy USB port.
- Legalább egy Intel Core i3 vagy egy AMD E1 processzor a jó teljesítmény érdekében.

A zökkenőmentes élményhez ajánlott hardver specifikáció a következő:
- 50 GB merevlemezterület, SSD előnyben részesítve.
- Legalább 2 GB RAM

## Támogatott platformok
A Kali Linuxot 32 bites és 64 bites változatban terjesztik az x86-os utasításkészleten alapuló hosztokon való használatra, valamint ARM architektúrára készült és a Beagle Board számítógépen továbbá a Samsung ARM Chromebookján való használatra.
A Kali Linux fejlesztőinek célja, hogy a Kali Linux még több ARM-eszközre is elérhető legyen.
A Kali Linux már elérhető az Asus Chromebook Flip C100P, BeagleBone Black, HP Chromebook, CubieBoard 2, CuBox, CuBox-i, Raspberry Pi, EfikaMX, Odroid U2, Odroid XU, Odroid XU3, Samsung Chromebook, Utilite Pro, Galaxy Note 10.1 és SS808 számítógépekhez.
A Kali NetHunter érkezésével a Kali Linux hivatalosan is elérhető Android eszközökön, mint például a Nexus 5, Nexus 6, Nexus 7, Nexus 9, Nexus 10, OnePlus One és néhány Samsung Galaxy modellen. Nem hivatalos közösségi buildeken keresztül további Android eszközökön is elérhetővé vált.
A Kali Linux elérhető Windows 10 alatt, a Windows Subsystem for Linux (WSL) alatt. A hivatalos Kali disztribúció Windowsra letölthető a Microsoft Store-ból.

## Tulajdonságok
A Kali Linuxnak van egy külön projektje, a Kali NetHunter, amely a kompatibilitást és az egyes Android eszközökre való portolást szolgálja.
Ez az első nyílt forráskódú Android behatolásvizsgálati platform Nexus eszközökhöz, amelyet a Kali közösség "BinkyBear" tagja és az Offensive Security közös munkájaként hoztak létre. Támogatja a vezeték nélküli 802.11 frame injekciót, az egykattintásos MANA Evil Access Point beállításokat, a HID billentyűzetet (Teensy-szerű támadásokhoz), valamint a Bad USB MITM támadásokat.
A BackTrack (a Kali elődje) tartalmazott egy kriminalisztikai (forensic) módként ismert üzemmódot, amely live boot módban került át a Kaliba. Ez a mód több okból is nagyon népszerű, részben azért, mert sok Kali felhasználó már rendelkezik egy bootolható Kali USB meghajtóval vagy CD-vel, és ez az opció megkönnyíti a Kali alkalmazását egy törvényszéki munkához. Ha kriminalisztikai módban bootol, a rendszer nem nyúl a belső merevlemezhez vagy a swap-tárhelyhez, és az automatikus csatolás ki van kapcsolva. A fejlesztők azonban azt javasolják, hogy a felhasználók alaposan teszteljék ezeket a funkciókat, mielőtt a Kalit a gyakorlati kriminalisztikára használnák.

## Eszközök
A Kali Linux olyan biztonsági eszközöket tartalmaz, mint például:
- Aircrack-ng
- Autopsy
- Armitage
- Burp suite
- BeEF
- Cisco Global Exploiter
- Ettercap
- Hashcat
- John the Ripper
- Kismet
- Lynis
- Maltego
- Metasploit framework
- Nmap
- Nikto
- OWASP ZAP
- Social engineering tools
- Sqlmap
- Wireshark
- WPScan
- Nessus
- Zenmap
- Hydra
- Reverse engineering toolkit
- Foremost
- Volatility
- VulnHub

Ezek az eszközök számos célra használhatók, amelyek többsége az áldozat hálózatának vagy alkalmazásának kihasználását, a hálózat felderítését vagy egy célzott IP-cím letapogatását foglalja magában. Az előző verzióból (BackTrack) számos eszköz kikerült, hogy a legnépszerűbb és leghatékonyabb behatolásvizsgálati alkalmazásokra összpontosíthassanak.
Az Offensive Security egy könyvet biztosít, a Kali Linux Revealed címmel, és ingyenesen letölthetővé teszi.

## Fordítás
- Ez a szócikk részben vagy egészben  a   Kali Linux című angol Wikipédia-szócikk ezen változatának fordításán alapul.  Az eredeti cikk szerkesztőit annak laptörténete sorolja fel. Ez a jelzés csupán a megfogalmazás eredetét és a szerzői jogokat jelzi, nem szolgál a cikkben szereplő információk forrásmegjelöléseként.